# Un canto a Galicia
«Un canto a Galicia» es una canción compuesta por el cantante español Julio Iglesias incluida en el álbum Por el amor de una mujer de 1972. 

## Historia
Grabada en lengua gallega, la letra recrea el amor del autor por la región española de Galicia, cuna de su padre Julio Iglesias Puga, en honor del cual está escrito el tema.

## Ventas
La canción se alzó con el número uno (Top 1) en las listas de ventas de España y varios países de América Latina y Europa, entre ellos los Países Bajos , Francia y Bélgica, consiguiendo el número 12 en las listas alemanas.

## Versiones
En 1987 el autor interpretó la canción a dúo con Manolo Escobar para el álbum de este último Suspiros de España.